# میدوی، پریش راپیدز، لوئیزیانا
میدوی (به انگلیسی: Midway) یک منطقهٔ مسکونی در ایالات متحده آمریکا است که در پریش رپیدز، لوئیزیانا واقع شده‌است. میدوی ۴۹٫۰۷ متر بالاتر از سطح دریا قرار دارد.